# Сан Ђорђо (Виченца)
Сан Ђорђо је насеље у Италији у округу Виченца, региону Венето.
Према процени из 2011. у насељу је живело 89 становника. Насеље се налази на надморској висини од 267 м.